# Tivadar Batthyány
Tivadar (Theodor) Graf Batthyány von Németújvár  (* 23. Februar 1859 in Zalaszentgrót, Komitat Zala; † 2. Februar 1931 in Budapest) war ein ungarischer Politiker und Minister.

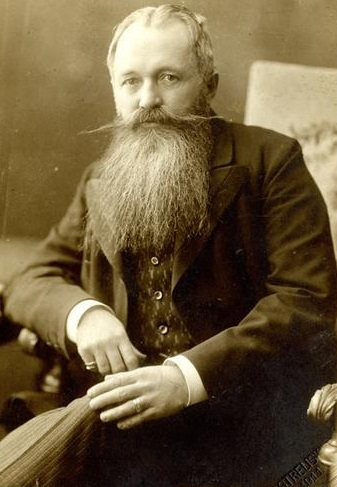
Tivadar Batthyány 1911

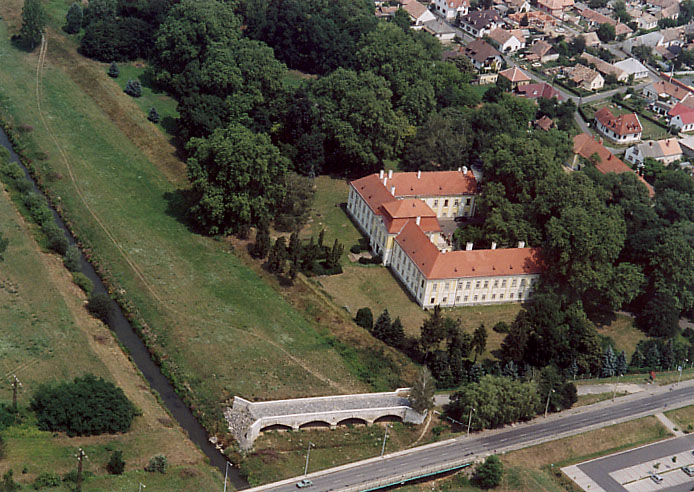
Schloss Batthyány in Zalaszentgrót

## Leben
Tivadar war als Sohn von Zsigmond Batthyány Mitglied der weit verzweigten ungarischen Adelsfamilie Batthyány. Er besuchte Schulen in Kalocsa und die Marineakademie in Fiume, wo er als Marineoffizier abging. In den folgenden Jahren übernahm er verschiedene Aufgaben in der ungarischen Marineverwaltung in Fiume.
1892 wurde Batthyány Abgeordneter im Reichstag für die regierende Liberale Partei und nach 1904 als Teil des linken Flügels der oppositionellen Unabhängigkeitspartei. In der Ungarischen Krise 1905/06 war er Mitglied im Exekutivkomitee der Koalition. 1909 war er Vizepräsident des Abgeordnetenhauses, 1910 stellvertretender Obmann der Unabhängigkeitspartei.
Mitte 1917 fungierte Batthyány einige Wochen als Minister a latere bzw. ungarischer Minister am königlichen Hoflager, der die ständige engste Verbindung zwischen dem Wiener Hof und den Ministerien in Budapest sicherzustellen hatte. 1918 war er Arbeits- und Sozialminister. Nach der Asternrevolution war er von 31. Oktober 1918 bis 12. Dezember 1918 in der Regierung Mihály Károlyi Innenminister, also auch nach der Niederlage im Ersten Weltkrieg. Vor der Räterevolution flüchtete Batthyány nach Wien, spielte nach seiner Rückkehr 1921 aber keine wichtige politische Rolle mehr.

## Schriften
- Für Ungarn gegen Hohenzollern. Amalthea, Wien 1930.